# Benidorm Fest 2025
Die 4. Ausgabe des Benidorm Fests fand vom 28. Januar bis zum 1. Februar 2025 statt und diente spanischer Vorentscheid für den Eurovision Song Contest 2025 in Basel (Schweiz). Es gewann Melody mit dem Lied Esa diva.

## Format

### Konzept
Am 8. Mai 2024 bestätigte RTVE seine Teilnahme am Eurovision Song Contest 2025. Gleichzeitig gab man bekannt, dass man das Benidorm Fest erneut als Vorentscheid nutzen werde.
Im Vergleich zum Vorjahr wurde die demoskopische Jury gestrichen, stattdessen wird das Televoting über eine kostenlose App erfolgen.

### Beitragswahl
Zwischen dem 20. Mai und dem 10. Oktober 2024 konnten interessierte Künstler sich um eine Teilnahme bewerben. Folgende Voraussetzungen wurden, neben den Regeln des Eurovision Song Contests, an die Beiträge gestellt:
- Solisten müssen spanische Staatsbürger sein oder ihren Hauptwohnsitz in Spanien haben.
- Bands müssen zu mindestens 50 Prozent aus spanischen Staatsbürgern oder Personen, die ihren Hauptwohnsitz in Spanien haben, bestehen.
- Mindestens einer Komponisten/Texter eines jeden Beitrags muss spanischer Staatsbürger sein oder seinen Hauptwohnsitz in Spanien haben.
- Beiträge müssen in einer der Amtssprachen Spaniens (Spanisch, Baskisch, Katalanisch, Galicisch, Aranesisch) sein, wobei bis zu 40 Prozent des Beitrags auch in einer anderen Sprache sein dürfen.

Insgesamt wurden fast 1000 Beiträge eingereicht, davon knapp 300 alleine in den ersten 24 Stunden des Einreichezeitraums. Am 17. Oktober wurde bekanntgegeben, dass unter anderem erstmals auch ein Beitrag eingereicht worden sei, welcher unter Zuhilfenahme von Künstlicher Intelligenz entstanden sei. Auch haben erstmals mehr Frauen als Männer Beiträge eingereicht.
Die eingereichten Beiträge wurden daraufhin von einem vierköpfigen Beratergremium gesichtet, das die Auswahl der finalen 16 Beiträge traf. Dieses Gremium bestand aus Rayden, Pablo Cebrián, Tony Sánchez-Ohlsson und Beatriz Luengo.

### Jury
Die Mitglieder der Jury wurde am 23. Januar 2025 bekanntgegeben.
- Roberto Santamaría - Direktor von Radio Nacional de España
- Javier Llano - Programmverantwortlicher von Cadena 100
- Jaime Acero - Musikproduzent
- Claudia Orellana - Talentscout
- Oksana Skibinska - Leiterin der ukrainischen Delegation
- Maja Tokic - Ausführende Produzentin des Dora-Festivals
- Twan van de Nieuwenhuijzen - Ehemaliger Leiter der niederländischen Delegation

## Halbfinale
Die Teilnehmer sollten am 7. November 2024 bekanntgegeben werden. Die Bekanntgabe fand schlussendlich fünf Tage später am 12. November statt. Die Lieder wurden am 18. Dezember veröffentlicht.
Die Halbfinale fanden am 28. und am 30. Januar statt, die Startreihenfolge wurde am 27. Januar ausgelost.

### Erstes Halbfinale
| Startnr. | Interpret        | Lied Musik (M) und Text (T) | Sprache  | Übersetzung (inoffiziell)          |
| -------- | ---------------- | --- | -------- | ---------------------------------- |
| 1        | Kuve             | LOCA XTI M/T: Maryan Frutos, Juan Sueiro | Spanisch | Verrückt nach dir                  |
| 2        | David Afonso     | Amor barato M/T: Luis Vicente Ramiro, Alejandro Martínez Valderrama                                                                           | Spanisch | Billige Liebe                      |
| 3        | Chica Sobresalto | Mala feminista M/T: Maialen Gurbindo López | Spanisch | Schlechte Feministin               |
| 4        | K!NGDOM          | Me gustas tú M/T: Andrea Rada de Luís, Jorge Gomis Marín, Iván Ramírez Hernández                                                              | Spanisch | Ich mag dich                       |
| 5        | Lucas Bun        | Te escribo en el cielo M/T: Lucas Bondia, Luis García Ollés, Pau Aymí                                                                         | Spanisch | Ich schreibe zu dir, in den Himmel |
| 6        | Sonia & Selena   | Reinas M/T: Lorenzo Giner Puchol, Arturo Martínez Marzo                                                                                       | Spanisch | Königinnen                         |
| 7        | Lachispa         | Hartita de llorar M/T: Claudia Gómez Galindo, Eduardo Figueroa Espadas, Alejandro Páez Lou Juan Diego Lazo Gonzales, Silvia Expósito Mansilla | Spanisch | Ich habe es satt zu weinen         |
| 8        | Daniela Blasco   | Uh nana M/T: Daniela Blasco Díaz Estébanez, Félix Joan Muñiz Prat, Carlos José Montado Cruz, Óscar Campos Gutiérrez                           | Spanisch | –                                  |

 Kandidat hat sich für das Finale qualifiziert.

### Zweites Halbfinale
| Startnr. | Interpret       | Lied Musik (M) und Text (T)                                                                  | Sprache               | Übersetzung (inoffiziell) |
| -------- | --------------- | -------------------------------------------------------------------------------------------- | --------------------- | ------------------------- |
| 1        | Mel Ömana       | I’m a Queen M/T: Alejandro Martínez Valderrama, Álex Capdevila, María Melodía Pérez Castillo | Spanisch, Englisch    | Ich bin eine Königin      |
| 2        | Henry Semler    | No lo ves M/T: Henry Lardner Semler, José Bernabé Ponsoda                                    | Spanisch              | Du siehst es nicht        |
| 3        | DeTeresa        | La pena M/T: Inés Ramos de Teresa, Verónica Veranur Aguirre Díaz de Bustamante               | Spanisch              | Die Strafe                |
| 4        | J Kbello        | V.I.P. M/T: Jesús Cabello, Ricardo Furiati, Dangelo Ortega, María Parrado, José Otero        | Spanisch              | V. I. P.                  |
| 5        | Carla Frigo     | Bésame M/T: Carla Frigola, Amanda Castillo, Benjamín García                                  | Spanisch, Englisch    | Küss mich                 |
| 6        | Mawot           | Raggio di sole M/T: Roberto Comins Cubertorer                                                | Spanisch, Italienisch | Sonnenstrahl              |
| 7        | Celine Van Heel | La casa M/T: Alfred García Castillo, Celine Van Heel, Pol Álvarez                            | Spanisch              | Das Haus                  |
| 8        | Melody          | Esa diva M/T: Alberto Fuentes Lorite                                                         | Spanisch              | Diese Diva                |

## Finale
Das Finale soll am 1. Februar stattfinden, die Startreihenfolge wurde am 31. Januar ausgelost.
| Platz | Startnr. | Interpret      | Lied Musik (M) und Text (T) | Sprache               | Übersetzung (inoffiziell)          | Jury | Televoting | Televoting | Gesamt |
| Platz | Startnr. | Interpret      | Lied Musik (M) und Text (T) | Sprache               | Übersetzung (inoffiziell)          | Jury | Stimmen    | Punkte     | Gesamt |
| ----- | -------- | -------------- | --- | --------------------- | ---------------------------------- | ---- | ---------- | ---------- | ------ |
| 1     | 8        | Melody         | Esa diva M/T: Alberto Fuentes Lorite | Spanisch              | Diese Diva                         | 70   |            | 80         | 150    |
| 2     | 1        | Daniela Blasco | Uh nana M/T: Daniela Blasco Díaz Estébanez, Félix Joan Muñiz Prat, Carlos José Montado Cruz, Óscar Campos Gutiérrez                           | Spanisch              | –                                  | 71   |            | 70         | 141    |
| 3     | 6        | J Kbello       | V.I.P. M/T: Jesús Cabello, Ricardo Furiati, Dangelo Ortega, María Parrado, José Otero                                                         | Spanisch              | V. I. P.                           | 74   |            | 60         | 134    |
| 4     | 5        | Mel Ömana      | I’m a Queen M/T: Alejandro Martínez Valderrama, Álex Capdevila, María Melodía Pérez Castillo                                                  | Spanisch, Englisch    | Ich bin eine Königin               | 61   |            | 56         | 117    |
| 5     | 4        | Lachispa       | Hartita de llorar M/T: Claudia Gómez Galindo, Eduardo Figueroa Espadas, Alejandro Páez Lou Juan Diego Lazo Gonzales, Silvia Expósito Mansilla | Spanisch              | Ich habe es satt zu weinen         | 48   |            | 50         | 98     |
| 6     | 2        | Kuve           | LOCA XTI M/T: Maryan Frutos, Juan Sueiro | Spanisch              | Verrückt nach dir                  | 52   |            | 44         | 96     |
| 7     | 7        | Lucas Bun      | Te escribo en el cielo M/T: Lucas Bondia, Luis García Ollés, Pau Aymí                                                                         | Spanisch              | Ich schreibe zu dir, in den Himmel | 38   |            | 32         | 70     |
| 8     | 3        | Mawot          | Raggio di sole M/T: Roberto Comins Cubertorer                                                                                                 | Spanisch, Italienisch | Sonnenstrahl                       | 18   |            | 40         | 58     |